# Weightlifting Fairy Kim Bok-joo
Weightlifting Fairy Kim Bok-joo (hangul: 역도요정 김복주; rr: Yeokdo-yojeong Gim Bok-ju) (bra: Fada do Levantamento de Peso, Kim Bok Joo) é uma série de televisão sul-coreana exibida pela MBC TV entre 16 de novembro de 2016 e 11 de janeiro de 2017, estrelada por Lee Sung-kyung, Nam Joo-hyuk, Lee Jae-yoon e Kyung Soo-jin. A história é inspirada na vida da halterofilista olímpica Jang Mi-ran, detentora de medalhas de ouro.
A série repercutiu entre o público jovem; embora tenha tido uma audiência média de 4,6% e recebido os índices mais baixos em seu tempo de sua exibição, ganhou seguidores cult entre os jovens espectadores e recebeu críticas em sua maioria favoráveis.

## Sinopse
O que mais há na vida além de barras e pesos? Kim Bok-joo (Lee Sung-kyung) é um fenômeno do levantamento de peso que dedicou sua vida inteira apenas às barras enquanto crescia ao lado de seu pai, Kim Chang-gul (Ahn Gil-kang), um antigo halterofilista. Ela frequenta a Universidade de Educação Física Hanwool, uma universidade cheia de atletas de alto nível que se esforçam rumo ao sucesso com a esperança de representarem seu país em competições nacionais e internacionais. Bok-joo frequentou a mesma escola que Jung Joon-hyun (Nam Joo-hyuk), e o encontra novamente na universidade. Agora ele é um nadador de competição que está tendo problemas para superar o trauma de ter sido desqualificado devido a uma largada queimada em sua primeira competição internacional de natação. Song Shi-ho (Kyung Soo-jin) é uma ginasta rítmica de competição fervorosa que ganhou uma medalha de prata nos Jogos Asiáticos quando tinha 18 anos, mas que, devido às pressões envolvidas em seu esporte, acabou terminando seu relacionamento com Joon-hyun. A vida com um único propósito de Bok-joo começa a mudar quando ela se apaixona pelo primo mais velho de Joon-hyun, Jung Jae-yi (Lee Jae-yoon), um antigo atleta que se tornou médico para obesos após sofrer uma lesão que acabou com sua carreira. Irá Bok-joo aprender que há mais na vida além do levantamento de peso?

## Elenco

### Elenco Principal
- Lee Sung-kyung como Kim Bok-joo (Halterofilista)[9][10][11]
- Nam Joo-hyuk como Jung Joon-hyung (Nadador)[12]
- Lee Jae-yoon como Jung Jae-yi (Médico)
- Kyung Soo-jin como Song Shi-ho (Ginasta Rítmica)

### Elenco Secundário

#### Equipe de levantamento de peso
- Cho Hye-jung como Jung Nan-hee, apesar de sua força é uma menina muito feminina e sonha com romances, sempre disposta a espalhar felicidade
- Lee Joo-young como Lee Seon-ok, é direta, ama comer e não demonstra muito carinho porém é leal as suas amigas. Chega a “demonstrar” algum possível interesse em Tae-Kwon
- Choi Moo-sung como Yoon Deok-man, professor da equipe
- Jang Young-nam como Choi Sung-eun, treinadora da equipe
- Oh Eui-sik como Bang Woon-ki, o capitão da equipe que teve um filho recém-nascido com a namorada
- Lee Bit-na como Bitna, a júnior de Bok-joo
- Moon Ji-yoon como Sang Chul
- Jo Mi-nyeo
- Yoo Joon-hong
- Noh Yeong-joo
- Lee Ye-bin

#### Equipe de natação
- Ji Il-joo como Jo Tae-kwon
- Muito amigo e até meio “bobo” com o passar da história, o mesmo demonstra algum interesse na Seon-ok
- Kim Jae-hyun como Kim Jae-hyun[13]
- Kim Woo-hyuk como Kim Woo-hyuk[14]
- Júnior de Joon-hyung. Ele tem o hábito de namorar mulheres e depois largá-las e, portanto, é odiado por todas as suas colegas.
- Choi Woong como Kim Gi-seok, sênior de Joon-hyung. Ele tem uma queda por Shi-ho e trata Joon-hyung mal.
- Lee Ji-hoon
- Kim Nam-woo
- Kwon Hyuk-beom

#### Equipe de ginástica rítmica
- Cho Soo-hyang como Soo-bin
- Uma estrela em ascensão da ginasta rítmica universitária que compete com Shi-ho.
- Ray Yang como Sung Yoo-hwi, treinadora
- Lee Seul
- Oh Ha-nee como ginasta rítmica
- Kim Yoo-ji
- Jung Yoo-jin

#### Pessoas próximas a Bok-joo
- Ahn Gil-kang como Kim Chang-gul
- O pai de Bok-joo, um ex-levantador de peso dono de um restaurante de frango frito
- Kang Ki-young como Kim Dae-ho
- Tio de Bok-joo, um aspirante a ator de meio período que trabalha no restaurante

#### Pessoas próximas a Joon-hyung
- Jung In-gi como tio materno e pai adotivo de Joon-hyung
- Lee Jung-eun como tia materna e mãe adotiva de Joon-hyung

### Elenco Estendido
- Yoo Da-in como Go Ah-young

Médica da Hanwool College. Ela tem uma queda por Jae-yi.
- Park Won-sang como psicoterapeuta
- Kim Yoon-ji
- Kim Chae-eun
- Kim Cha-kyung
- Seo Wang-seok
- Kim Hyun-jung como a vígia do dormitório
- Jung Hyun-seok como a vígia do dormitório
- Park Jung-min
- Park Gun-lak
- Lee Joon-hee
- Lee Suk-jin
- Lim Seo-jung
- Yoo Yeong-bin
- Lim Uk-jin
- Lim Geun-seo
- Jung Soo-in
- Seo Kwang-jae
- Choi Nam-wook
- Tae Won-seok
- Heo Min-kang
- Jeon Ji-ahn

### Participações Especiais
- - Yoon Jin-hee como uma competidora de levantamento de peso (Ep. 1)
  - Kim Jae-hyun como subordinado de Joonhyung (Ep.2)
  - Lee Jong-hwa como Choi Tae-hoon (Ep. 1, 15)
  - Lee Soo-ji as Ku Seul (Ep. 1)
  - Lee Jong-suk como Jong-suk, cliente do restaurante de frango frito e atleta de tiro com arco (Ep. 2)[15][16]
  - Yoon Yoo-sun como Kim Jung-yeon, mãe de biológica de Joon-hyung (Ep. 6, 14–15)
  - Shin A-young como uma locutora
  - Ahn Il-kwon
  - Noh Woo-jin
  - Ji Hye-ran como Song Shi-eon, irmã de Shi-ho (Ep. 8–9, 13)
  - Ji Soo como um colega de trabalho de Bok-joo (Ep. 11)
  - Seohyun como Hwan-hee, ex-namorada de Jae-yi (Ep. 12)
  - Min Sung-wook como Sang-goo (Ep. 12)
  - Kim Seul-gi como Seul-gi, uma funcionária do supermercado (Ep. 15)[17]
  - Byeon Woo-seok como o sênior de Joon-Hyung (Ep. 16)

## Produção
A série foi escrita pela roteirista Yang Hee-seung das comédias românticas de 2015 Oh My Ghostess e High School King of Savvy; e dirigido pelo produtor Oh Hyun-joong de 7th Grade Civil Servant. A primeira leitura do roteiro ocorreu em agosto de 2016 na emissora MBC em Sangam, Seul, Coreia do Sul.

## Trilha sonora

### OST Part 1
| Lançado em 16 de novembro de 2016 |                   |                |                     |         |  |
| N.º                               | Título            | Compositor(es) | Artista             | Duração |  |
| 1.                                | "You & I"         |                | Kim Jong-wan (Nell) | 3:37    |  |
| 2.                                | "You & I" (Inst.) |                |                     | 3:37    |  |
| Duração total:                    | Duração total:    | Duração total: | Duração total:      | 7:14    |  |

### OST Part 2
| Lançado em 23 de novembro de 2016 |                        |                |                |         |  |
| N.º                               | Título                 | Compositor(es) | Artista        | Duração |  |
| 1.                                | "From Now On" (앞으로) |                | Kim Min-seung  | 3:33    |  |
| 2.                                | "From Now On" (Inst.)  |                |                | 3:33    |  |
| Duração total:                    | Duração total:         | Duração total: | Duração total: | 7:06    |  |

### OST Part 3
| Lançado em 30 de novembro de 2016 |                     |                |                |         |  |
| N.º                               | Título              | Compositor(es) | Artista        | Duração |  |
| 1.                                | "Dreaming" (꿈꾼다) |                | Han Hee-jung   | 4:02    |  |
| 2.                                | "Dreaming" (Inst.)  |                |                | 4:02    |  |
| Duração total:                    | Duração total:      | Duração total: | Duração total: | 8:04    |  |

### OST Part 4
| Lançado em 7 de dezembro de 2016 |                       |                |                |         |  |
| N.º                              | Título                | Compositor(es) | Artista        | Duração |  |
| 1.                               | "Somehow" (왠지 요즘) |                | J.Mi (Lush)    | 3:25    |  |
| 2.                               | "Somehow" (Inst.)     |                |                | 3:25    |  |
| Duração total:                   | Duração total:        | Duração total: | Duração total: | 6:50    |  |

### OST Part 5
| Lançado em 8 de dezembro de 2016 |                                  |                |                |         |  |
| N.º                              | Título                           | Compositor(es) | Artistas       | Duração |  |
| 1.                               | "I'll Pick You Up" (데리러 갈게) |                | Standing Egg   | 3:45    |  |
| 2.                               | "I'll Pick You Up" (Inst.)       |                |                | 3:45    |  |
| Duração total:                   | Duração total:                   | Duração total: | Duração total: | 7:30    |  |

### OST Part 6
| Lançado em 14 de dezembro de 2016 |                     |                |                |         |  |
| N.º                               | Título              | Compositor(es) | Artista        | Duração |  |
| 1.                                | "Permeate" (스르륵) |                | Lee Hae-in     | 3:37    |  |
| 2.                                | "Permeate" (Inst.)  |                |                |         |  |
| Duração total:                    | Duração total:      | Duração total: | Duração total: | 7:14    |  |

### OST Part 7
| Lançado em 15 de novembro de 2016 |                              |                |                |         |  |
| N.º                               | Título                       | Compositor(es) | Artista        | Duração |  |
| 1.                                | "Again Again Again" (또또또) |                | Lee Jin-ah     | 2:24    |  |
| 2.                                | "Again Again Again" (Inst.)  |                |                | 2:24    |  |
| Duração total:                    | Duração total:               | Duração total: | Duração total: | 4:48    |  |

### OST Part 8
| Lançado em 29 de dezembro de 2016 |                             |                |                |         |  |
| N.º                               | Título                      | Compositor(es) | Artista        | Duração |  |
| 1.                                | "Is It Love?" (사랑인걸까?) |                | Ahn Hyun-jung  | 3:30    |  |
| 2.                                | "Is It Love?" (Inst.)       |                |                | 3:30    |  |
| Duração total:                    | Duração total:              | Duração total: | Duração total: | 7:50    |  |

| Disc 2: |                                                   |                 |         |  |
| N.º     | Título                                            | Artista         | Duração |  |
| 1.      | "Weightlifting fairy kim bok joo" (Opening Title) | Vários artistas | 2:10    |  |
| 2.      | "A New Beginning"                                 | Vários artistas | 2:06    |  |
| 3.      | "A Mischievous Triangle"                          | Vários artistas | 2:42    |  |
| 4.      | "A Strange Pink Atmosphere"                       | Vários artistas | 2:11    |  |
| 5.      | "'Bok Joo' Is Love"                               | Vários artistas | 2:34    |  |
| 6.      | "Boyfriend vs Girlfriend"                         | Vários artistas | 2:07    |  |
| 7.      | "Bok Joo's Family Chicken Restaurant"             | Vários artistas | 1:57    |  |
| 8.      | "Comfort"                                         | Vários artistas | 2:18    |  |
| 9.      | "Clear"                                           | Vários artistas | 3:11    |  |
| 10.     | "Can You Keep the Secret?"                        | Vários artistas | 1:59    |  |
| 11.     | "Do You Like... MESSI?"                           | Vários artistas | 2:11    |  |
| 12.     | "Forgotten Dream"                                 | Vários artistas | 2:13    |  |
| 13.     | "From gurl to woman"                              | Vários artistas | 3:22    |  |
| 14.     | "Her Bucket List"                                 | Vários artistas | 2:16    |  |
| 15.     | "Keep Missing You"                                | Vários artistas | 1:40    |  |
| 16.     | "Lost"                                            | Vários artistas | 3:01    |  |
| 17.     | "Lovely Day"                                      | Vários artistas | 2:32    |  |
| 18.     | "Mom's Postcard"                                  | Vários artistas | 2:51    |  |
| 19.     | "Naughty One-Sided Love"                          | Vários artistas | 1:47    |  |
| 20.     | "On That Day, We...."                             | Vários artistas | 3:10    |  |
| 21.     | "Obesity Clinic?"                                 | Vários artistas | 1:56    |  |
| 22.     | "See You Again, Kkung!"                           | Vários artistas | 2:06    |  |
| 23.     | "Smiley"                                          | Vários artistas | 2:08    |  |
| 24.     | "Same Heart, Different Dream"                     | Vários artistas | 4:04    |  |
| 25.     | "Sorry, I Can't Protect You"                      | Vários artistas | 1:50    |  |
| 26.     | "Sly"                                             | Vários artistas | 2:07    |  |
| 27.     | "Road of Mind"                                    | Vários artistas | 2:22    |  |
| 28.     | "Toads and Coins"                                 | Vários artistas | 2:46    |  |
| 29.     | "Trauma"                                          | Vários artistas | 2:08    |  |
| 30.     | "Twenty Years Old"                                | Vários artistas | 2:04    |  |
| 31.     | "That's How You Became an Adult"                  | Vários artistas | 2:39    |  |
| 32.     | "The Beginning of Flutter"                        | Vários artistas | 1:35    |  |
| 33.     | "What??"                                          | Vários artistas | 1:55    |  |
| 34.     | "Weightlifting Department of Haneol P. E College" | Vários artistas | 2:30    |  |

## Classificações
Na tabela abaixo, os números azuis representam as mais baixas classificações e os números vermelhos representam as classificações mais elevadas.
| Episódio | Data de transmissão original | Audiência média    | Audiência média              | Audiência média | Audiência média              |
| Episódio | Data de transmissão original | Classificação TNmS | Classificação TNmS           | AGB Nielsen     | AGB Nielsen                  |
| Episódio | Data de transmissão original | Em todo o país     | Região Metropolitana de Seul | Em todo o país  | Região Metropolitana de Seul |
| 2016     | 2016                         | 2016               | 2016                         | 2016            | 2016                         |
| -------- | ---------------------------- | ------------------ | ---------------------------- | --------------- | ---------------------------- |
| 1        | 16 de novembro de 2016       | 4.1%               | 4.1%                         | 3.3%            | 3.6%                         |
| 2        | 17 de novembro de 2016       | 5.0%               | 5.2%                         | 3.3%            | 3.5%                         |
| 3        | 23 de novembro de 2016       | 4.8%               | 5.3%                         | 4.4%            | 4.9%                         |
| 4        | 24 de novembro de 2016       | 4.9%               | 5.2%                         | 4.6%            | 4.9%                         |
| 5        | 30 de novembro de 2016       | 4.8%               | 4.9%                         | 4.4%            | 4.5%                         |
| 6        | 1 de dezembro de 2016        | 4.5%               | 5.3%                         | 4.6%            | 5.4%                         |
| 7        | 7 de dezembro de 2016        | 4.4%               | 5.3%                         | 4.8%            | 5.7%                         |
| 8        | 8 de dezembro de 2016        | 4.6%               | 4.6%                         | 5.4%            | 5.5%                         |
| 9        | 14 de dezembro de 2016       | 4.2%               | 4.4%                         | 4.1%            | 4.4%                         |
| 10       | 15 de dezembro de 2016       | 4.8%               | 5.3%                         | 5.1%            | 5.6%                         |
| 11       | 21 de dezembro de 2016       | 4.7%               | 5.2%                         | 4.4%            | 4.6%                         |
| 12       | 22 de dezembro de 2016       | 5.1%               | 5.3%                         | 4.5%            | 4.7%                         |
| 13       | 28 de dezembro de 2016       | 5.5%               | 6.3%                         | 5.0%            | 5.8%                         |
| 2017     |                              |                    |                              |                 |                              |
| 14       | 4 de janeiro de 2017         | 5.0%               | 5.9%                         | 5.4%            | 6.3%                         |
| 15       | 5 de janeiro de 2017         | 5.5%               | 6.4%                         | 5.4%            | 5.8%                         |
| 16       | 11 de janeiro de 2017        | 5.4%               | 5.5%                         | 5.2%            | 5.3%                         |
| Média    | Média                        | 4.8%               | 5.3%                         | 4.6%            | 5.0%                         |

- O episódio 14 não foi transmitido conforme previsto (quinta-feira, 29 de dezembro) devido a MBC Entertainment Awards.

## Prêmios e indicações
| Ano  | Prêmio                | Categoria                                     | Beneficiário                  | Resultado |
| ---- | --------------------- | --------------------------------------------- | ----------------------------- | --------- |
| 2016 | 35th MBC Drama Awards | Prêmio de Excelência, Atriz em uma Minissérie | Lee Sung-kyung                | Venceu    |
| 2016 | 35th MBC Drama Awards | Melhor Novo Ator                              | Nam Joo-hyuk                  | Venceu    |
| 2016 | 35th MBC Drama Awards | Prêmio de Melhor Casal                        | Nam Joo-hyuk e Lee Sung-kyung | Indicado  |